# Macrosiphum lambi
Macrosiphum lambi är en insektsart. Macrosiphum lambi ingår i släktet Macrosiphum och familjen långrörsbladlöss. Inga underarter finns listade i Catalogue of Life.